# 靛色琉灰蝶
靛色琉灰蝶
別名:臺灣琉璃小灰蝶、土密樹琉璃灰蝶、青灰蝶。雄蝶和雌蝶的斑紋相異，雄蝶背面附有靛藍色亮鱗，雌蝶前翅背面僅翅中央有藍色紋。
在臺灣地區，活動月份，因屬於多世代蝶種，所以全年皆可見。

## 特徵
在臺灣地區，當該蝶完全展翅時，翅寬約3公分長。雄蝶背面部分有光澤的水青色，腹面部分為白色，前翅亞外緣排列不規則，第二室的黑斑部分大而明顯，第四室黑斑偏斜。雌蝶被面中央部分的白斑和黑褐色邊較為寬大，與雄蝶相比，水青色斑不明顯。

## 生態習性
在臺灣地區，此蝶為一年多代生物。成蝶在飛行時，活動敏捷，有訪花習性，且雄蝶常群聚濕地區域溪水。

## 棲地分佈
在臺灣地區，此蝶常棲息於常綠闊葉林、海岸林、都市林等等...分佈於臺灣本島、龜山島及綠島區域，且於海拔0~2500公尺間。

## 攝食食物
寄主食物
在臺灣地區，此蝶食物特性廣，包括蘇鐵科的臺東蘇鐵、山櫻花、桃樹、刺杜密等等... 

## 外部連結
- 维基共享资源上的相關多媒體資源：靛色琉灰蝶